# Kolonie Borissowo
Die Kolonie Borissowo war eine russlandmennonitische Ansiedlungen in der heutigen Ukraine.
Die Kolonie wurde 1892 von 80 mennonitischen Familien aus Chortitza im damaligen Wolost Santurinowskaja, Kreis Bachmut gegründet. Kirchlich gehörten die Einwohner zur Mennonitengemeinde New York der Kolonie Ignatjewo. 1915 zählte die Bevölkerung 400 Köpfe. In Mykolaipillya sind einige Mennonitenbauten erhalten geblieben.
| ursprünglicher Name | heutiger Name       | ukrainisch   | Gründung |
| ------------------- | ------------------- | ------------ | -------- |
| Kondratjewka        | Kindratiwka         | Кіндратівка  | 1892     |
| Ljubomirowka        | nicht mehr existent |              | 1892     |
| Nikolaifeld         | Mykolajpillja       | Миколайпілля | 1927     |